# Đại sứ quán Việt Nam Cộng hòa tại Pháp
Đại sứ quán Việt Nam Cộng hòa tại Pháp (tiếng Pháp: Ambassade de la République du Viêt Nam en France), thường gọi là Đại sứ quán Nam Việt Nam tại Pháp, là cơ quan đại diện ngoại giao của Việt Nam Cộng hòa (Nam Việt Nam) tại thủ đô Paris của Pháp từ năm 1954 cho đến khi buộc phải đóng cửa vào tháng 4 năm 1975 do Sài Gòn thất thủ.

## Lịch sử
Ban đầu gọi là Cao ủy Quốc gia Việt Nam tại Pháp được thành lập vào tháng 9 năm 1952, Sau khi Việt Nam Cộng hòa hình thành ngày 26 tháng 10 năm 1955, cơ quan này mới đổi sang tên gọi Cao ủy Việt Nam Cộng hòa tại Pháp về sau nâng cấp lên Đại sứ quán vào tháng 7 năm 1956, rồi đổi tên thành Đại sứ quán Việt Nam Cộng hòa tại Pháp cho đến khi đóng cửa vào tháng 4 năm 1975.

## Danh sách Đại sứ

### Cao ủy Quốc gia Việt Nam → Việt Nam Cộng hòa tại Pháp (1952–1956)
Tháng 9 năm 1952, Quốc gia Việt Nam thành lập Cao ủy tại Pháp. Năm 1956, Chính phủ Việt Nam Cộng hòa thiết lập quan hệ ngoại giao với Chính phủ Pháp. Cùng năm, cơ quan đại diện ngoại giao của hai nước được nâng cấp từ Cao ủy lên đại sứ quán.
| TT | Tên gọi        | Bổ nhiệm         | Nhậm chức         | Trình Quốc thư       | Rời chức          | Cấp bậc | Chức vụ | Ghi chú               | Ghi chú |
| -- | -------------- | ---------------- | ----------------- | -------------------- | ----------------- | ------- | ------- | --------------------- | ------- |
| 1  | Bửu Lộc        | Tháng 7 năm 1952 | Tháng 9 năm 1952  | 16 tháng 9 năm 1952  | Tháng 10 năm 1953 | Ủy viên | Cao ủy  |                       |         |
| 2  | Bửu Lộc        |                  | tháng 6 năm 1954  | 18 tháng 6 năm 1954  | Tháng 12 năm 1954 | Ủy viên | Cao ủy  |                       |         |
| 3  | Phạm Duy Khiêm |                  | Tháng 12 năm 1954 | 16 tháng 12 năm 1954 | Tháng 7 năm 1956  | Ủy viên | Cao ủy  | Sau thăng chức đại sứ |         |

### Đại sứ Việt Nam Cộng hòa tại Pháp (1956–1975)
Tháng 7 năm 1956, hai nước đã thăng cấp đặc phái viên thường trú lên đại sứ.
| TT | Tên gọi          | Bổ nhiệm | Nhậm chức         | Trình Quốc thư       | Rời chức         | Cấp bậc | Chức vụ                    | Ghi chú | Ghi chú |
| -- | ---------------- | -------- | ----------------- | -------------------- | ---------------- | ------- | -------------------------- | --- | ------- |
| 1  | Phạm Duy Khiêm   |          | Tháng 7 năm 1956  |                      | 1957             | Đại sứ  | Đại sứ đặc mệnh toàn quyền | Cao ủy thăng chức đại sứ, đại sứ đầu tiên sau khi Việt Nam Cộng hòa thiết lập quan hệ ngoại giao với Pháp. |         |
| 2  | Phạm Khắc Hy     |          | Tháng 11 năm 1957 | 20 tháng 12 năm 1957 | 1963             | Đại sứ  | Đại sứ đặc mệnh toàn quyền | Kiêm chức Đại sứ Việt Nam Cộng hòa tại Cộng hòa Congo, Cameroon và Gabon. |         |
| 3  | Đinh Văn Kiểu    |          | Tháng 5 năm 1963  |                      | Tháng 6 năm 1965 |         | Đại biện lâm thời          | Ngày 24 tháng 6 năm 1965, Việt Nam Cộng hòa tuyên bố cắt đứt quan hệ ngoại giao với Pháp và Đại sứ quán đóng cửa. |         |
| 4  | Nguyễn Duy Quang |          | Tháng 7 năm 1973  | 12 tháng 7 năm 1973  | Tháng 4 năm 1975 | Đại sứ  | Đại sứ đặc mệnh toàn quyền | Tháng 7 năm 1973, Việt Nam Cộng hòa và Pháp nối lại quan hệ ngoại giao và đại sứ quán mở cửa trở lại. Ông cũng là vị đại sứ cuối cùng, không rõ tung tích của ông sau khi Đại sứ quán bị đóng cửa do Sài Gòn thất thủ vào tháng 4 năm 1975. |         |